# 伊里舒姆一世
伊里舒姆一世（英語：Erishum I）（？—前1867年），古亚述时期的亚述国王，（公元前1906年—公元前1867年在位）继承伊路舒玛之位，他颁布法令以规范商业贸易，同时在国内大兴土木，新建神庙。死后由伊库努姆接任。
| 前任： 伊路舒玛 | 亚述国王 前1906年－前1867年 | 繼任： 伊库努姆 |